# Джон Кенеди Тул
Джон Кенеди Тул (на английски: John Kennedy Toole) е американски писател, автор на бестселъра „Сговор на глупци“ в жанра съвременен пикаресков роман.

## Биография и творчество
Джон Кенеди Тул е роден на 7 декември 1937 г. в Ню Орлиънс, Луизиана, САЩ. Баща му е продавач на автомобили и монтьор, който се пенсионира заради влошено здраве, а майка му е домакиня и дава частни уроци по музика и драма. Тя е амбицирана за бъдещето на сина си в изкуството и още на десет години той се качва на театрална сцена, а на 16 години пише за литературен конкурс първия си роман „The Neon Bible“ (Неоновата Библия).
„Неоновата Библия“ разказва историята на Дейвид, обезоръжаващо забавен, жив и наивен, но рязко наблюдателен, който се среща с първата си любов – евангелистката Боби Лий Тейлър, сред отношението на благочестивите, фанатизирани жители на града. Романът остава забравен и става обект на съдебна битка между наследниците на писателя. Едва през 1989 г. е издаден. През 1995 г. е екранизиран в едноименния филм с участието на Джейкъб Тиърни, Дрейк Бел и Джина Роуландс.
След завършване на гимназията получава пълна стипендия за Университета „Тулейн“ в Ню Орлиънс. В колежа е редактор на студентския вестник, като пише статии, литературна критика и прави карикатури. Завършва с отличие и бакалавърска степен по английска литература през 1958 г. и получава стипендия за Колумбийския университет. Чрез натоварена програма взема магистърска степен по английска филология за една година.
След дипломирането си работи в продължение на една година като асистент по английски език в Университета на Луизиана в Лафайет. В него се среща с ексцентричния английски професор Боб Бърн, коъто се счита за прототип на героя му Игнациус Дж. Райли.
През 1960 г. става преподавател в университета „Хънтър“ в Ню Йорк, като едновременно работи по получаване на докторска степен от Колумбийския университет.
През 1961 г. получава повиквателна за армията и служи две години в Пуерто Рико, където преподава английски на испаноговорещите войници. Там му остава много свободно време и той започва да пише романа си „Сговор на глупци“. След уволнението си от армията се завръща в Ню Орлийнс, където живее с родителите си и започва отново да преподава в девическия доминикански колеж. В града се мотае с музикантите от френския квартал и оформя романа си.
Заглавието на романа „Сговор на глупци“ взема от ирландския писател Джонатан Суифт – „Когато на света се появи истински гений, ще го познаете по това, че всички глупаци влизат в сговор срещу него“. Главният герой Игнациус Дж. Райли е развей прах, който на 30 години продължава да живее с майка си и с манията си за месианство. Той твори и едновременно се чуди как да избяга от необходимостта да работи. След завършването му го изпраща на издателства, но е отхвърлен от всички. Неуспехът и живътът с родителите му го сриват и той започва да злоупотребява с алкохола и медикаментите, страда от главоболие, халюцинации и параноя. Заради влошеното му състояние напуска през 1968 г. колежа и изпитва финансови трудности.
На 20 януари 1969 г., след скандал с майка си, напуска дома си и се отправя на пътешествие към дома на писателката Фланъри О'Конър и други места по Западното крайбрежие.
Джон Кенеди Тул се самоубива чрез задушаване в автомобила си на 26 март 1969 г. в Билокси, Мисисипи. Оставя предсмъртно писма, което е унищожено от майка му.
След смъртта му майка му изпраща ръкописа на „Сговор на глупци“ на писателя Уолкър Пърси, който го харесва. Книгата е издадена през 1980 г. и на следващата година писателят е удостоен посмъртно за нея с награда „Пулицър“, a тя става бестселър и се превежда на различни езици.

## Произведения

### Самостоятелни романи
- A Confederacy of Dunces (1980)
Сговор на глупци, изд.: „Народна култура“, София (1989), прев. Вениамин Младенов
Съюз на глупци, изд.: „Лъчезар Минчев“, София (2018), прев. Силвия Желева
- The Neon Bible (1989)

### Книги за Джон Кенеди Тул
- Ignatius Rising (2001) – от Дебора Джордж Харди и Рене Поул Невилс

### Екранизации
- 1995 The Neon Bible